# نبات الدم
نبات الدم أو الهمداريات (الاسم العلمي: Haemodoraceae)، فصيلة نباتات عشبية معمرة، تضم 14 جنسًا و102 نوع.